# Lampronia aureovirens
Lampronia aureovirens is een vlinder uit de familie van de witvlekmotten (Incurvariidae). De wetenschappelijke naam van de soort is voor het eerst geldig gepubliceerd in 1905 door Dietz.